# Anna Iblová
Anna Iblová, provdaná Bolešková (25. března 1893 Praha, Rakousko-Uhersko – 16. července 1954 Praha, Československo) byla česká herečka.

## Život
Herectví se učila u Marie Hübnerové, členky činohry Národního divadla. Začínala hrát v Intimním divadle na Smíchově za vedení ředitelky Emy Švandové (okolo roku 1912). K jejím hereckým kolegům zde patřili např. Jiří Steimar, Eduard Kohout a Míla Pačová. Po zbytek života působila v Divadle na Vinohradech v letech 1916 až 1954. Měla vynikající předpoklady pro role hrdinských žen v klasických tragédiích a byla uznávanou recitátorkou. Učila rovněž na dramatickém oddělení pražské konzervatoře.
Byla manželkou herce Otty Bolešky (1880–1917), člena souboru Divadla na Vinohradech (od r. 1907) a souboru činohry Národního divadla v Praze (1912–1917).. Jejím druhým manželem byl herec Roman Tuma (1899–1933), člen souboru Divadla na Vinohradech 

## Citát
| „                 | Ale ať tak či onak, pravda je, že se nedočkala uznání svého podílu na vývoji českého divadla mezi dvěma válkami, že oficiální pocty o ní dbaly pramálo a že její význam byl nedoceněn. Víc než čtyřicet let byla herečkou nesporných hodnot – a co po ní zůstalo? Několik článků ji oceňujících, desítky jejích fotografií uložených v archivech, ale snad ani jediná gramofonová deska, která by podávala svědectví o tom, čím nejvíce vynikala a proč právě byla zvolena k výchově hereckého dorostu na dramatické konservatoři: o jejím deklamačním umění, o její vzácné kultuře slova, o jejím mistrovském ovládání hlasu! Vpravdě neuvěřitelná byla důslednost jejího osudu! Po tolika tragických úlohách toužila, a nebyly ji přiděleny, ta však, po níž netoužila, jí byla jako naschvál přidělena životem. Tragédie tragédky – tak by se dal označit úděl Anny Iblové... | “ |
| — Vladimír Müller | |   |

## Divadelní role, výběr
- 1914 Heinrich von Kleist: Panthesilea, titul. role, Divadlo na Vinohradech, režie K. H. Hilar, 7 repríz
- 1918 Stanislav Lom: Faustina, titul. role, Divadlo na Vinohradech, režie Václav Vydra st., 9 repríz
- 1919 Pierre Corneille: Cid, Chimena, Divadlo na Vinohradech, režie K. H. Hilar (první česká inscenace hry), 19 repríz
- 1919 G.B.Shaw: Candida, titul.role, Divadlo na Vinohradech, režie Václav Vydra st., 14 repríz
- 1920 William Shakespeare: Bouře, Miranda, Divadlo na Vinohradech, režie K. H. Hilar, 16 repríz
- 1922 Fráňa Šrámek: Měsíc nad řekou, Slávka, Divadlo na Vinohradech, režie Jaroslav Kvapil, 36 repríz
- 1922 William Shakespeare: Večer tříkrálový aneb Cokoli chcete, Viola, Divadlo na Vinohradech, režie Jaroslav Kvapil, 33 repríz
- 1922 Henri Ghéon: Chléb, Jana, Divadlo na Vinohradech, režie Karel Čapek, 8 repríz
- 1923 Arnošt Dvořák: Nová Oresteia, Elektra, j. h. , Socialistická scéna (Průmysl.palác pražského výstaviště), režie Jiří Kroha
- 1923 William Shakespeare: Sen noci svatojánské, Titanie, Divadlo na Vinohradech, režie Jaroslav Kvapil, 52 repríz
- 1924 William Shakespeare: Kupec benátský, Portie, Divadlo na Vinohradech, režie Jaroslav Kvapil, 18 repríz
- 1924 Knut Hamsun: Hra života, Terezina, Divadlo na Vinohradech, režie Bohuš Stejskal, 7 repríz
- 1925 Edmond Rostand: Cyrano z Bergeracu, Roxana, Divadlo na Vinohradech, režie Bohuš Stejskal, 66 repríz
- 1927 Luigi Pirandello: Rozkoš z počestnosti, Agáta, Divadlo na Vinohradech, režie Bohuš Stejskal, 11 repríz
- 1927 Jaroslav Vrchlický: Noc na Karlštejně, Eliška, Divadlo na Vinohradech, režie Jaroslav Kvapil, 18 repríz
- 1929 Bayard Veiller: Je Mary Duganová vinna?, titul. role, Divadlo na Vinohradech, režie Jan Bor, 37 repríz
- 1934 W.S.Maugham: Veliká výhra, nevěstka, Divadlo na Vinohradech, režie Bohuš Stejskal, 11 repríz
- 1936 August Strindberg: Tanec smrti, Alice, Komorní divadlo, režie Gabriel Hart, 9 repríz, 9 repríz
- 1940 Luigi Pirandello: Nové šaty, Růžena, Komorní divadlo, režie Bohuš Stejskal, 14 repríz
- 1942 Friedrich Schiller: Messinská nevěsta, Isabella, Divadlo Na Poříčí, režie František Salzer, 37 repríz (první české provedení)
- 1944 Luigi Pirandello: Každý má svou pravdu, Paní Frola, Divadlo Na Poříčí, režie Karel Jernek, 31 repríz
- 1946 Georges Neveux: Theseus mořeplavec, Divadlo na Vinohradech, režie Jiří Frejka, 23 repríz
- 1948 Maxim Gorkij: Dostigajev a ti druzí, Melanie, Divadlo na Vinohradech, režie Jiří Frejka, 61 repríz
- 1947 Federico García Lorca: Dům doni Bernardy, Bernarda, Divadlo na Vinohradech, režie Gabriel Hart, 19 repríz (československá premiéra)

## Filmové role
- 1919 Láska je utrpením, Olga Mladena, režie Vladimír Slavínský, Přemysl Pražský
- 1921 Neznámé matky, Stáza Šimková, režie František Hlavatý
- 1921 Na vysoké stráni, dcera, režie František Hlavatý
- 1922 Proudy, Helena, režie Theodor Pištěk